# Устав Болдуина
Устав Болдуина (англ. Rite of Baldwyn) или Устав семи степеней является одним из масонских уставов. Он существует и практикуется только в масонской провинции Бристоля, в Англии. Устав представляет собой серию прогрессивных степеней, которые присваиваются различными масонскими организациями или орденами, каждая из которых работает под управлением собственной организационной структуры. Также Устав Болдуина представляет собой набор отдельных масонских организационных структур и связанных с ними степеней, которые действуют самостоятельно. Три основных структуры в Йоркском уставе являются степенями символического масонства, Верховного ордена Святой королевской арки, и Лагеря Болдуина, которые также называются — Пять королевских рыцарских орденов.

## История
Одно из самых ранних упоминаний Устава Болдуина относится к Уставу соглашения, который был составлен в 1780 году. В 1786 году Томас Данкерли стал провинциальным великим мастером Бристоля, а также великим мастером тамплиеров. В 1843 году степень Рыцаря розы и креста была включена в «Верховный совет 33° для Англии, Уэльса, и его дистриктов и капитулов за рубежом», который управляет Древним и принятым шотландским уставом в Англии и Уэльсе.
Другой Устав соглашения был создан в 1862 году под эгидой Великого конклава масонских тамплиеров Англии и Уэльса, где было принято решение уделять первостепенное внимание Прецептории Болдуина, как Провинциальной великой коммандерии управляющей всеми рыцарскими степенями Устава Болдуина и включающими степени «Рыцаря-тамплиера» и «Рыцаря Мальты». Претензия Древнего и принятого шотландского устава к степени Розы и креста является также спорной, что и было прописано в «Договоре Союза» 1881 года, где степень Розы и креста в Уставе Болдуина признана независимой.

## Учение
Первые три степени Устав Болдуина относятся к символическому масонству (craft) и практикуются в Объединенной великой ложе Англии. Святая Королевская арка рассматривается как вторая степень. Святая королевская арка, в качестве отдельной степени, практикуемая в Бристоле в Уставе Болдуина, является единственной в Англии, что практикуется в отдельных ритуалах этого устава. Лагерь Болдуина суверенно управляет IIIº и Vº, и эти степени свойственны только ему. В Vº, в Прецептории Болдуина, присваиваются степени Рыцаря-тамплиера и Рыцаря Мальты, а сама прецептория находится под управлением Великого Приората Англии, который является VIº устава. Конечная степень — VIIº — Рыцарь розы и креста горы Кармель, в которой работают в Бристоле в Верховном Совет 33°. После посвящения в VIIº кандидат становится действительным членом Устава Болдуина.

## Управление уставом
Великий суперинтендант Устава Болдуина, в силу своей должности, именуется также Провинциальным приором для рыцарей-тамплиеров в масонской провинции Бристоля. Он также является Державным верховным генеральным инспектором для Древнего и принятого шотландского устава для Англии и Уэльса масонской провинции Бристоля. Приём новых членов в Устав Болдуина осуществляется только по приглашению, также кандидат должен иметь степень Святой королевской арки в Бристоле.
В качестве гостей в Устав Болдуина могут быть приглашены обладатели степени Рыцаря розы и креста (18 градус ДПШУ). Гости также могут присутствовать в Капитуле Розы и креста Устава Болдуина, только если они имеют степень рыцаря-тамплиера.
Ритуалы устава не копируются и не существуют в опубликованном виде. В декабре 2007 года, впервые, одну из степеней устава проводили за пределами Англии. Степень принятого ученика была продемонстрирована в качестве примера в Великой ложе Нью-Йорка членами ложи «Бофор» № 103.

## Степени
Символическое масонство
- Iº — Символическое масонство (craft)
  - Принятый ученик
  - Подмастерье
  - Мастер масон

Святая королевская арка
- IIº — Верховный орден Святой королевской арки

Лагерь Болдуина
- IIIº — Рыцари избранники девяти мастеров
- IVº — Древний орден Шотландских рыцарей Великого архитектора
  - Орден Шотландских рыцарей Великого архитектора
  - Орден Шотландских рыцарей Килуиннинга
- Vº — Рыцари востока, меча и орла
- VIº — Рыцари Святого Иоанна Иерусалимского, Палестины, Родоса и Мальты
  - Рыцари Святого Иоанна Иерусалимского
  - Тамплиеры
- VIIº — Рыцари розы и креста горы Кармель

## Регалии
Масонское облачение используется в I°, II° и VI° устава, как правило то же, что носят в символическом масонстве, Королевской арке и в степени рыцаря-тамплиера. Члены III°, IV°, V° и VII° носят уникальный для устава специальный нагрудный драгоценный камень на чёрной ленте, в котором находится мальтийский крест из серебра. Члены VII° носят специальный запон с эмблемой пеликана, которая используется для ношения в 18° ДПШУ.